# Bharat Rashtra Samithi
Bharat Rashtra Samithi (BRS, Telugu భారత్ రాష్ట్ర సమితి, „Vereinigung für Indien“), 2001 bis 2022 Telangana Rashtra Samithi (TRS, Telugu తెలంగాణ రాష్ట్ర సమితి, „Vereinigung für Telangana“) ist eine politische Regionalpartei im südindischen Bundesstaat Telangana. Seit 2022 ist die Partei bemüht, auch außerhalb Telanganas Fuß zu fassen.

## Parteigeschichte

### Anfänge
Die Parteigeschichte ist eng mit der Autonomiebewegung in Telangana verbunden.
Nach der Unabhängigkeit Indiens im Jahr 1947 waren zunächst die alten Verwaltungsstrukturen aus der britischen Kolonialzeit weitergeführt worden. 1956 wurden im States Reorganisation Act die Bundesstaaten nach sprachlich-ethnischen Gesichtspunkten neu geordnet und aus den Telugu-sprachigen Gebieten Südindiens wurde der Bundesstaat Andhra Pradesh gebildet. Andhra Pradesh bestand im Wesentlichen aus drei Gebieten: aus der Küstenregion Andhra, der im südlichen Binnenland gelegenen Region Rayalaseema und aus dem im nördlichen Binnenland gelegenen Telangana. Die ersten beiden hatten zur Kolonialzeit zur britischen Präsidentschaft Madras gehört, letzteres war Teil des Sultanats Hyderabad gewesen. In einer Vereinbarung, die als gentlemen's agreement bekannt wurde, wurde den politischen Vertretern und der Bevölkerung Telanganas zugesichert, dass es eine gewisse Autonomie im Rahmen von Andhra Pradesh haben sollte und dass die Ressourcen zwischen den Landesteilen anteilig verteilt werden sollten. In den folgenden Jahrzehnten kam es jedoch immer wieder zu Unruhen in Telangana, da sich viele Bewohner gegenüber der Küstenregion benachteiligt fühlten. 1969 wurde die Partei Telangana Praja Samithi (TPS) gegründet, die spezifisch die Interessen der Bevölkerung Telanganas vertreten wollte und bei der Parlamentswahl in Indien 1971 10 der 14 Wahlkreise in Telangana gewann. Die regierende Kongresspartei machte daraufhin Zugeständnisse und die TPS löste sich 1971 wieder auf bzw. schloss sich der Kongresspartei an.

Die Parteifahne von Telangana Rashtra Samithi zeigte die Umrisse Telanganas

Die Unzufriedenheiten waren damit aber nicht beseitigt, sondern lebten später wieder auf. Vor diesem Hintergrund erfolgte am 17. Mai 2001 in Hyderabad die Gründung von Telangana Rashtra Samithi (TRS). Parteigründer war K. Chandrashekar Rao („KCR“), der bis heute (2025) auch Parteivorsitzender ist. Zuvor war KCR Parteimitglied der Telugu Desam Party gewesen und hatte auch Ministerämter in der Regierung von Andhra Pradesh innegehabt. Da er die Interessen von Telangana aber nicht ausreichend vertreten sah, gründete er die TRS mit dem erklärten Ziel der Abspaltung Telanganas von Andhra Pradesh und der Schaffung eines neuen Bundesstaates Telangana. Zwischen 2004 und 2006 schloss sich die TRS der von der Kongresspartei geführten United Progressive Alliance (UPA) an. Bei den Wahlen zum Parlament von Andhra Pradesh 2004 gewann die TRS 26 der 294 Wahlkreise von Andhra Pradesh und bei der gesamtindischen Parlamentswahl 2004 fünf der 42 Wahlkreise von Andhra Pradesh. Nachdem die Regierung unter Manmohan Singh keine Anstrengungen in Hinblick auf die Schaffung eines Bundesstaates Telangana unternommen hatte, wandte sich die TRS wieder von der Kongresspartei ab und schloss sich zusammen mit der Telugu Desam Party und diversen Parteien des linken Spektrums der sogenannten Third Front an, wechselte dann aber ins Lager der von der Bharatiya Janata Party (BJP) geführten National Democratic Alliance. Sowohl die Wahl in Andhra Pradesh als auch die Wahl zur Lok Sabha 2009 verliefen jedoch für die TRS enttäuschend.

### Gründung des Bundesstaats Telangana
Nachdem es in den Jahren 2011 bis 2013 zu massenhaften Pro-Telangana-Streikbewegungen gekommen war, wurde am 18. Februar 2014 durch die Lok Sabha mit Unterstützung der großen Parteien (Kongresspartei, BJP) das Gesetz über die Schaffung eines neuen Bundesstaates Telangana verabschiedet.  Bei den Wahlen zum Landesparlament von Andhra Pradesh und zum gesamtindischen Parlament 2014 erzielte die TRS, die diese Veränderungen als Erfolg der eigenen Politik verkaufen konnte, einen deutlichen Zugewinn und gewann 63 der 119 Wahlkreise für das künftige Parlament von Telangana und 11 der 17 Lok Sabha-Wahlkreise von Telangana. Am 2. Juni 2014 wurde K. Chandrashekar Rao, der bisherige Führer der TRS in der Lok Sabha, als erster Chief Minister von Telangana vereidigt. Auch die Wahl am 7. November 2018 zum Parlament von Telangana wurde von der TRS mit großer Mehrheit gewonnen und Rao wurde als Chief Minister im Amt bestätigt.

### Umbenennung und Ausweitung der Aktivitäten

Die neue Parteifahne ab 2023

Während seiner zweiten Amtszeit als Chief Minister von Telangana zeigte sich Rao als unermüdlicher politischer Gegner der indischen Zentralregierung unter Narendra Modi. Er bemühte sich, eine nationale Mehrparteienfront mit Regionalparteien aus anderen Bundesstaaten gegen die BJP-geführte Regierung in Delhi aufzubauen. Darin war er jedoch nicht erfolgreich, und so entstand der Plan, die Aktivitäten der eigenen Partei über die Grenzen Telanganas auszuweiten, um auf nationaler Ebene mehr Gewicht zu gewinnen. Am 5. Oktober 2022, anlässlich Navratri, billigte ein TRS-Parteikongress in Hyderabad diesen Plan. Zu diesem Zweck wurde die Partei in Bharat Rashtra Samithi (BRS) umbenannt. Am 10. Dezember 2022 genehmigte die Indische Wahlkommission die Namensänderung. Die Parteifahne wurde dahingehend geändert, dass sie nicht mehr die Umrisse Telanganas, sondern die Umrisse Indiens zeigte.

### Wahlniederlagen 2023 und 2024
Bei der Wahl zum Bundesstaatsparlament am 30. November 2023 erlitt Bharat Rashtra Samithi eine schwere Wahlniederlage und gewann nur 39 der 119 Wahlkreise Telanganas. Wahlgewinnerin war die oppositionelle Kongresspartei, die ab dem 7. Dezember 2023 mit Anumula Revanth Reddy den neuen Chief Minister stellte. Wahlanalysen vermuteten als Ursache der BRS-Wahlniederlage eine generelle Wechselstimmung in der Wählerschaft. Außerdem habe die BRS einige ihrer Wahlversprechen nicht einhalten können – beispielsweise die Versorgung der Ärmsten mit Wohnraum und die Schaffung neuer Jobs in größerem Stil. Zudem habe es nicht geholfen, dass die Partei den Großteil ihrer 119 Wahlkreiskandidaten ausgetauscht habe. Die BRS war im Wahlkampf nicht nur von der Kongresspartei, sondern auch von der BJP attackiert worden. In den folgenden Monaten wechselten zehn gewählte BRS-Abgeordnete im Parlament von Telangana zur Kongresspartei. Im Folgejahr erlitt BRS eine weitere Wahlniederlage bei der gesamtindischen Parlamentswahl, bei der die Partei nicht einen einzigen Wahlkreis in Telangana gewinnen konnte.

## Wahlergebnisse
Die TRS kandidierte bei Wahlen bis 2019 immer nur im Landesteil Telangana. Dieser hat 17 Wahlkreise für das gesamtindische Parlament (Lok Sabha) und 119 Wahlkreise für das Bundesstaatsparlament.
| Jahr | Wahl                                  | Gewonnene Wahlkreise |
| ---- | ------------------------------------- | -------------------- |
| 2004 | Parlamentswahl in Andhra Pradesh 2004 | 26/294               |
| 2004 | Wahl zur Lok Sabha 2004               | 5/543                |
| 2009 | Parlamentswahl in Andhra Pradesh 2009 | 10/294               |
| 2009 | Wahl zur Lok Sabha 2009               | 2/543                |
| 2014 | Parlamentswahl in Andhra Pradesh 2014 | 63/294               |
| 2014 | Wahl zur Lok Sabha 2014               | 11/543               |
| 2018 | Parlamentswahl in Telangana 2018      | 88/119               |
| 2019 | Wahl zur Lok Sabha 2019               | 9/543                |
| 2023 | Parlamentswahl in Telangana 2023      | 39/119               |
| 2024 | Wahl zur Lok Sabha 2024               | 0/543                |